# 坟墓

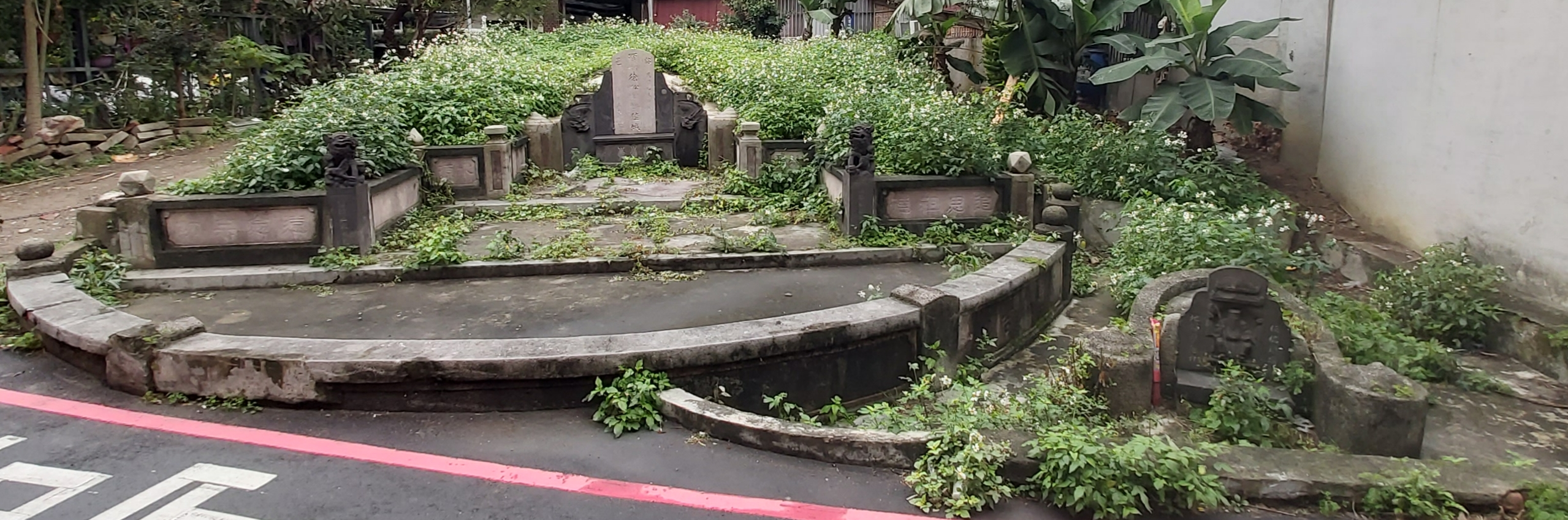
位於臺灣路邊的一座傳統墳墓和后土

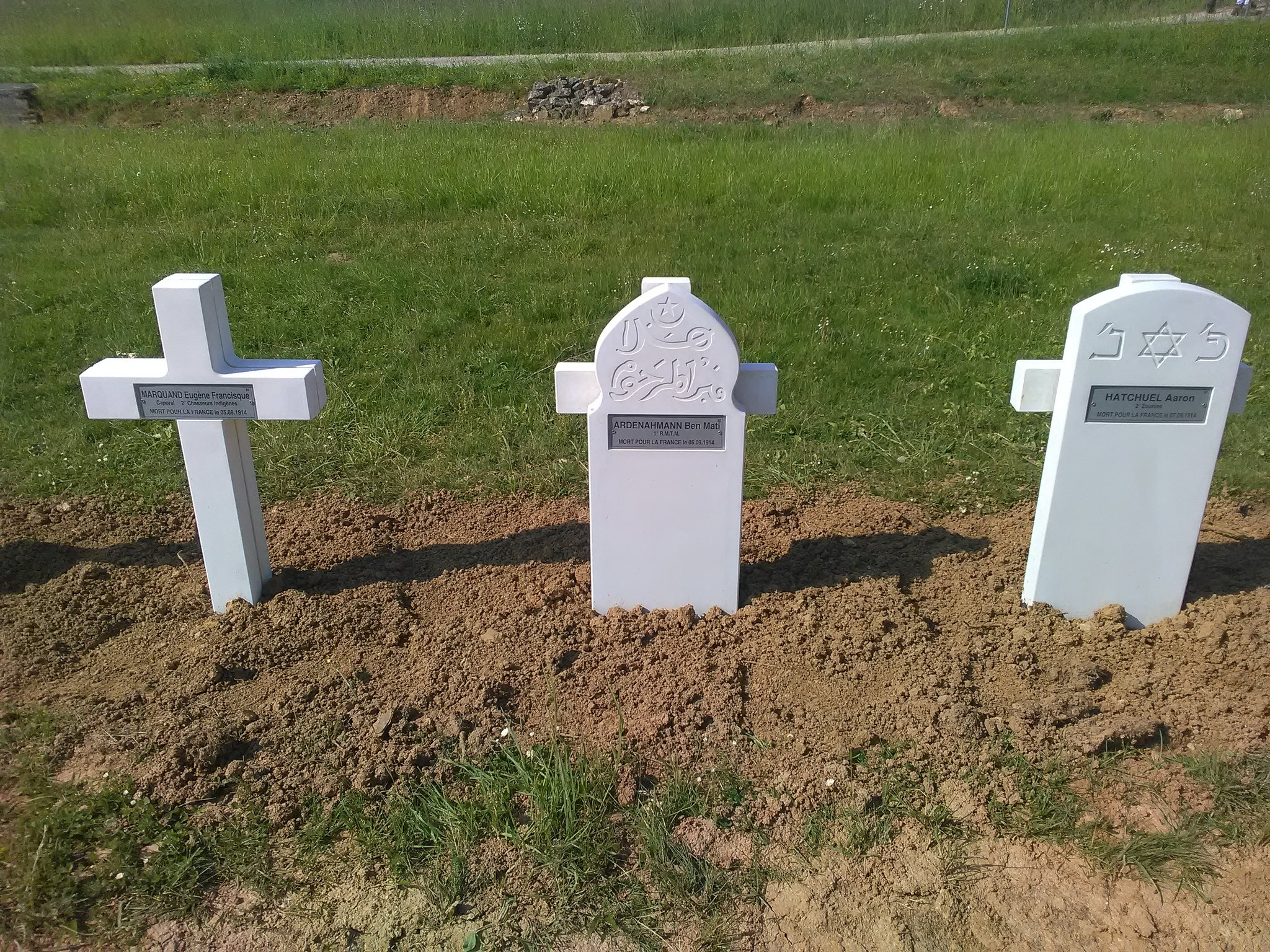
第一次世界大戰陣亡法國士兵的墳墓

夜幕下的坟墓

墳墓或墓穴（又稱塚、冢），是指人死後遺骨或骨灰埋葬的地方。下葬前多数会有一场葬礼。除了人类坟墓，世上也有动物坟墓。

## 歷史
日本歷史上的一個時代名叫古墳時代，就是以該時代的代表性建築古墳而命名的。西都原古墳群有311座各式各樣的古墳是日本最大的古墳群。中國古时称墓之封土成丘者为坟，平者为墓。新石器时代即有墓地。殷墟发现有妇好墓，周原发现黄堆墓。早期的墓並無坟丘，《易·系辞传下》说：“古之葬者，厚衣之以薪，藏之中野，不封不树。”刘向认为“殷汤无葬处，文武周公葬于毕，秦穆公葬于雍橐泉宫祈年馆下，樗里子葬于武库，皆无丘垅之处。”。商周时有所謂的“族坟墓”制度，反映宗法制度的存在。战国之後，贵族墓与平民墓交错相并，象徵族坟墓制度走向瓦解。
霍桑的小說《紅字》寫新殖民地的建设者，一開始便是設立第一座監獄以及圈出第一個墳場，幾乎是同時進行的。

## 文化
中國有大量的古冢，例如湖北省随州市的西北郊發現擂鼓墩古墓群。亂葬崗是由於戰爭、瘟疫或天災，或屠殺，導致大量人員死亡，當時草草掩埋以致後來白骨磷磷，往後亂葬崗可能被他人不經意發現。有时候，坟墓下隐含着一些重要线索，以供考古学家研究某时代的生活与文化。在某一些宗教，信徒认为只有把死者埋葬，才可以保存尸体，让灵魂生存。風水認為先祖墳墓對後代子孫的運勢、壽命和健康等都有關聯。華人通常會在每年的清明節、重陽節等時分掃墓，祭拜、清理祖先墓園，緬懷先人。

## 圖片
- 中國的墳墓
- 香港柴灣的墳墓（圖為柴灣歌連臣角天主教聖十字架墳場）
- 臺灣新北市五股觀音山區的各式墳墓
- 待棺材墓穴之墳墓
- 位於薩利納斯公墓的漢密爾頓地塊之約翰·史坦貝克家族墓地
- 在希臘埃夫羅斯（英语：Evros (regional unit)），帶有钉子的基督教十字架墳墓

## 延伸阅读
[在维基数据编辑]
 《欽定古今圖書集成·方輿彙編·坤輿典·冢墓部》，出自陈梦雷《古今圖書集成》

## 参閱
- 坟冢
- 陵墓
- 佳城
- 掃墓
- 大墓地
- 金字塔
- 地下聖堂
- 喪葬藝術（英语：Funerary art）
- 海底墓穴：公元6世紀時在加勒比海生活的盧卡揚人的墓葬方式，由潛水員把死者以特定方式放在海底墓穴裡。
- 紀念性銘文（英语：Monumental inscription）
- 掘墓人員
- 香港墳場列表
- 石棚墓
- 上帝谷（英语：God's Acre）
- 衣冠冢
- 萬人塚、活埋
- 火葬（火化柴堆（英语：Pyre））、生態葬、海葬
- 猶太教葬禮（英语：Bereavement in Judaism）
- 基督教葬禮（英语：Christian burial）
- 伊斯兰葬礼

## 外部連結
- 维基语录上有关Grave (burial)的语录
- 维基词典中的词条「grave」